# Nord SS.11
Le SS.11 (sol-sol 11) est un des premiers missiles antichar à avoir connu une utilisation internationale. De fabrication française (Nord-Aviation puis Aérospatiale), il est filoguidé et part d'une rampe de lancement. Il a été adopté par l'Armée de terre française en 1958 et testé durant la guerre d'Algérie. Il existait en version air-sol (AS-11) tirée à partir d'un hélicoptère. Il est en service dans l'US Army comme AGM-22. Plus de 180 000 exemplaires ont été produits.

## Historique
Le SS.11 est le premier missile utilisant des intercepteurs de jet pour le pilotage. Cette technique, mise au point par l'ingénieur Stauff en 1948 et brevetée en 1955, permet en effet un pilotage avec un système de faible encombrement et efficace quelle que soit la vitesse de l'engin. Ce système sera repris sur l'ensemble de la gamme de missiles antichars et air-sol développés par Nord-Aviation et Aérospatiale : AS 30, Milan, HOT, Eryx…
L'étude du missile débute à Châtillon-sous-Bagneux en 1953, à la SFECMAS.
Sa fabrication en série, qui commence en 1954 dans cette même usine, se termine en 1984 dans les établissements de Bourges, après que quelques 182 273 exemplaires ont été construits pour plus de vingt pays. Sa fabrication a également été réalisée sous licence par l'Inde, l'Allemagne de l'Ouest et les États-Unis. La cadence de production a atteint 1 500 unités par mois.
Les derniers stages de tirs en France ont lieu pour les pilotes de l'ALAT en 1985.

## Utilisation

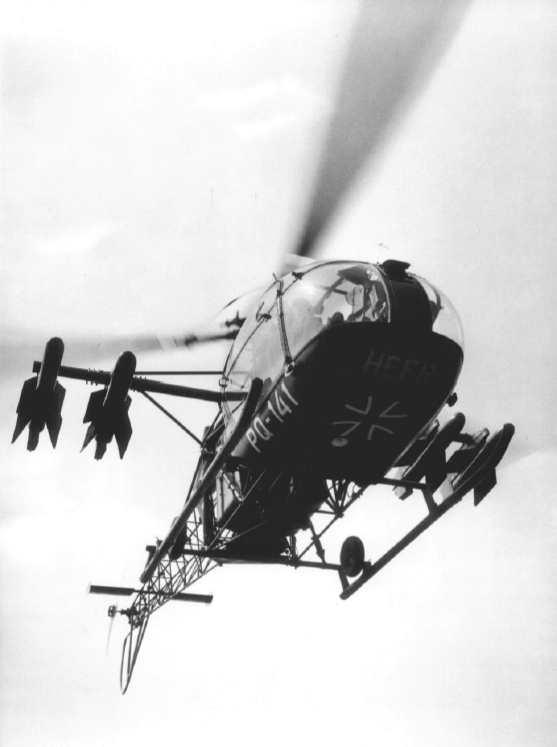
Alouette II, de l'aviation de l'armée de terre ouest-allemande armée de quatre Nord AS.11, en 1960.

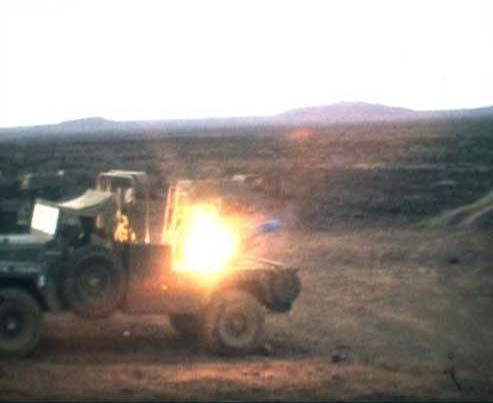
Tir depuis l'un des cinq VLRA lance missiles SS 11 du 5e RIAOM au Goubad (30 km au sud-ouest de Djibouti), en 1971.

Le SS.11 était lancé à partir du sol ou de véhicules légers (Jeep). Il a également été adapté pour pouvoir être utilisé à partir de chars (AMX-13), d'hélicoptères (Alouette II), d'avions (Dassault MD 311 Flamant III) ou de navires. Il dispose d'un système de guidage optique. Après le lancement, l'opérateur doit, une fois le missile entrant dans son champ de vision, aligner le missile et la cible au moyen d'un levier de commande, en visant les fusées lumineuses fixées sur la queue, la modification de trajectoire s'effectuant par trois fils derrière le missile au fur et à mesure de son vol, en déroulant trois bobines stockées dans sa coque. Ce procédé est quelque peu aléatoire, du fait de la relative fragilité des fils et de l'inertie des bobines soumises aux fortes accélérations de l'engin, et il n'était pas rare que l'un des trois fils se casse en cours de vol. Le résultat est alors imprévisible, car l'une des trois tuyères ne répond plus et la trajectoire devient totalement erratique, avec parfois un retour en arrière[réf. nécessaire]. Un deuxième inconvénient mineur est la rémanence des trois fils le long de la trajectoire du tir, qui compliquent la tâche des véhicules au sol en s'entortillant dans les chenilles ou les roues à leur passage, jusqu'à les immobiliser[réf. nécessaire].
La formation d'un tireur missile antichar avec cette munition était de sept puis six semaines.

## Engagements
Sa première utilisation a lieu durant la guerre d'Algérie, à partir d'hélicoptères et d'avions lents (le MD-311 évoluait à moins de 300 km/h, en croisière). Le SS.11/AGM-22 a été utilisé pendant la guerre du Viêt Nam à partir d'hélicoptères UH-1 Huey à partir 9 octobre 1966, lorsque des hélicoptères UH-1B  ARA (Aerial Rocket Artillery) ont tiré des missiles AGM-22B sur plusieurs bunkers et barricades construits par les forces communistes dans la province de Bình Định, au Sud-Vietnam, mais avec peu de résultats. Il est de nouveau utilisé pendant la guerre des Malouines par l'armée britannique, contre des positions fixes argentines. Il a été utilisé pendant plus de trente ans dans de nombreux conflits.

## Modèles

### Versions françaises

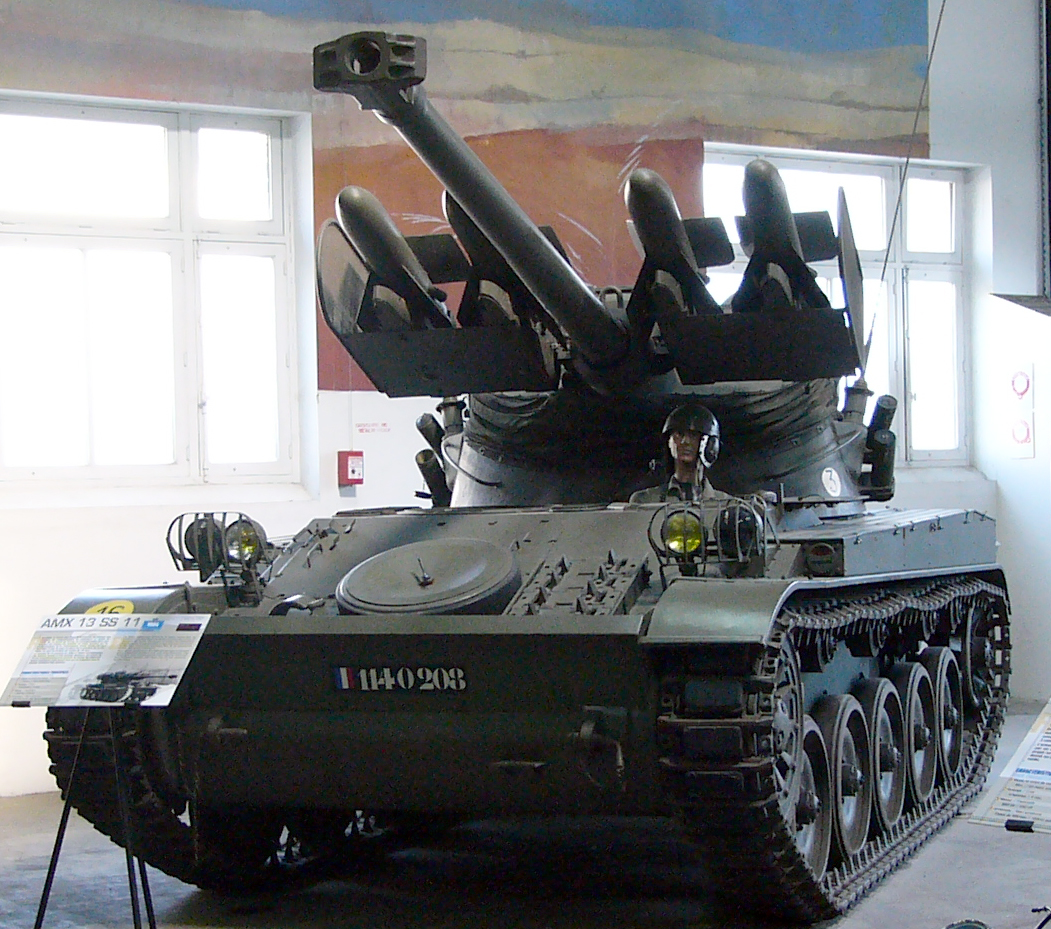
Un AMX-13 équipé de quatre SS.11, au musée des Blindés de Saumur.

#### Types
- SS.11 : version sol-sol ;
- AS.11 : version air-sol.

#### Versions
- SS.11A1 : version initiale ;
- SS.11B1 : version améliorée avec une électronique transistorisée[9], permettant d'augmenter la précision de la désignation[10] grâce à l'alignement automatique du missile sur la ligne de visée pilotée par le poste de tir. Cette version, également appelée SS.11 TCA ou « Harpon »[11], améliorait notamment les tirs à basse visibilité et à faible distance grâce à un dispositif infrarouge.

#### Charges militaires
Le SS.11 pouvait recevoir différentes charges militaires suivant l'utilisation :
- Type 140AC en version antichar à charge creuse, capable de percer 600 mm de blindage ;
- Type 140AP02 en version perforante, à souffle et fragmentation ;
- Type 140AP59 en version antipersonnel, à souffle et fragmentation ;
- Type 140CCN en version antinavire.

### Versions de l'U.S. Army
Bien que l'armée de terre des États-Unis a commandé la version air-sol (AS.11), la désignation SS.11 est néanmoins conservée. En 1963, les forces armées américaines abandonnent la désignation SS.11 et la remplacent par AGM-22. Les correspondances des versions deviennent :
- SS.11A1 → XAGM-22A
- SS.11B1 → XAGM-22B
- SS.11B1 → XATM-22B (version d'entraînement)

## Utilisateurs

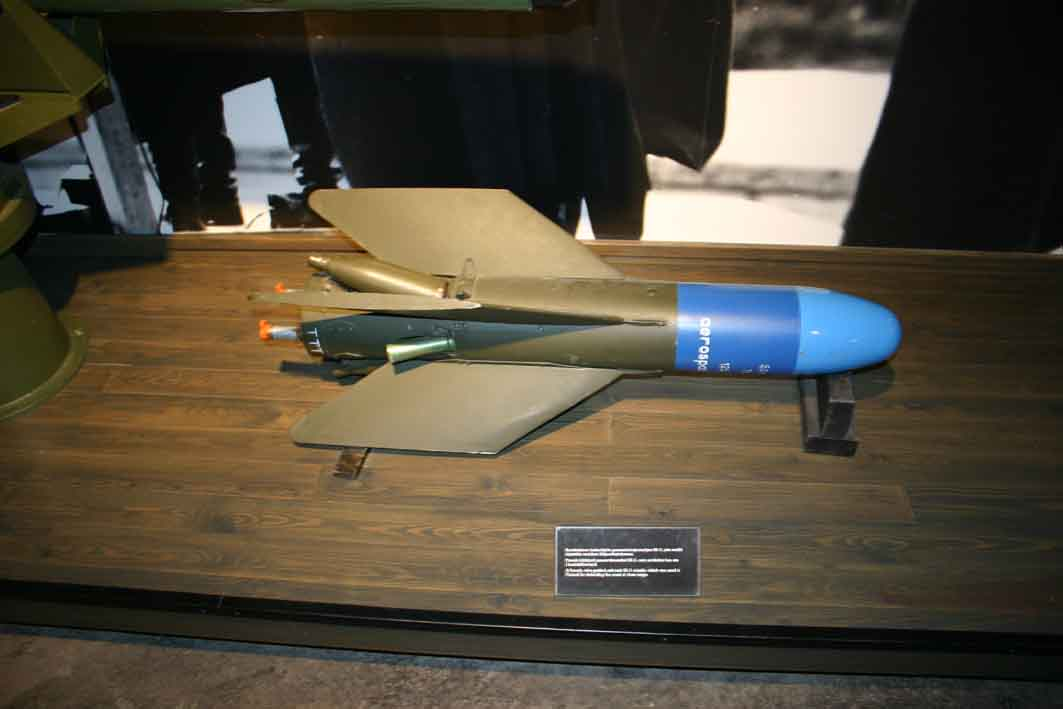
Un missile SS.11 dans un musée.

- Allemagne de l'Ouest
- Arabie saoudite
- États-Unis
- France
- Inde
- Irak
- Iran
- Israël
- Liban
- Libye
- Pérou
- Portugal
- Royaume-Uni
- Suède
- Syrie